# Фаснія
Фаснія (ісп. Fasnia) — муніципалітет в Іспанії, у складі автономної спільноти Канарські острови, у провінції Санта-Крус-де-Тенерифе, на острові Тенерифе. Населення — 2777 осіб (2010).
Муніципалітет розташований на відстані близько 1790 км на південний захід від Мадрида, 31 км на південний захід від Санта-Крус-де-Тенерифе.
На території муніципалітету розташовані такі населені пункти: (дані про населення за 2010 рік)
- Крус-дель-Роке: 224 особи
- Лас-Ерас: 249 осіб
- Фаснія: 1393 особи
- Лос-Рокес: 205 осіб
- Сабіна-Альта: 134 особи
- Ла-Сомбрера: 122 особи
- Ла-Сарса: 450 осіб

## Демографія
Динаміка населення (INE ):

## Галерея зображень

Розташування муніципалітету на острові Тенерифе
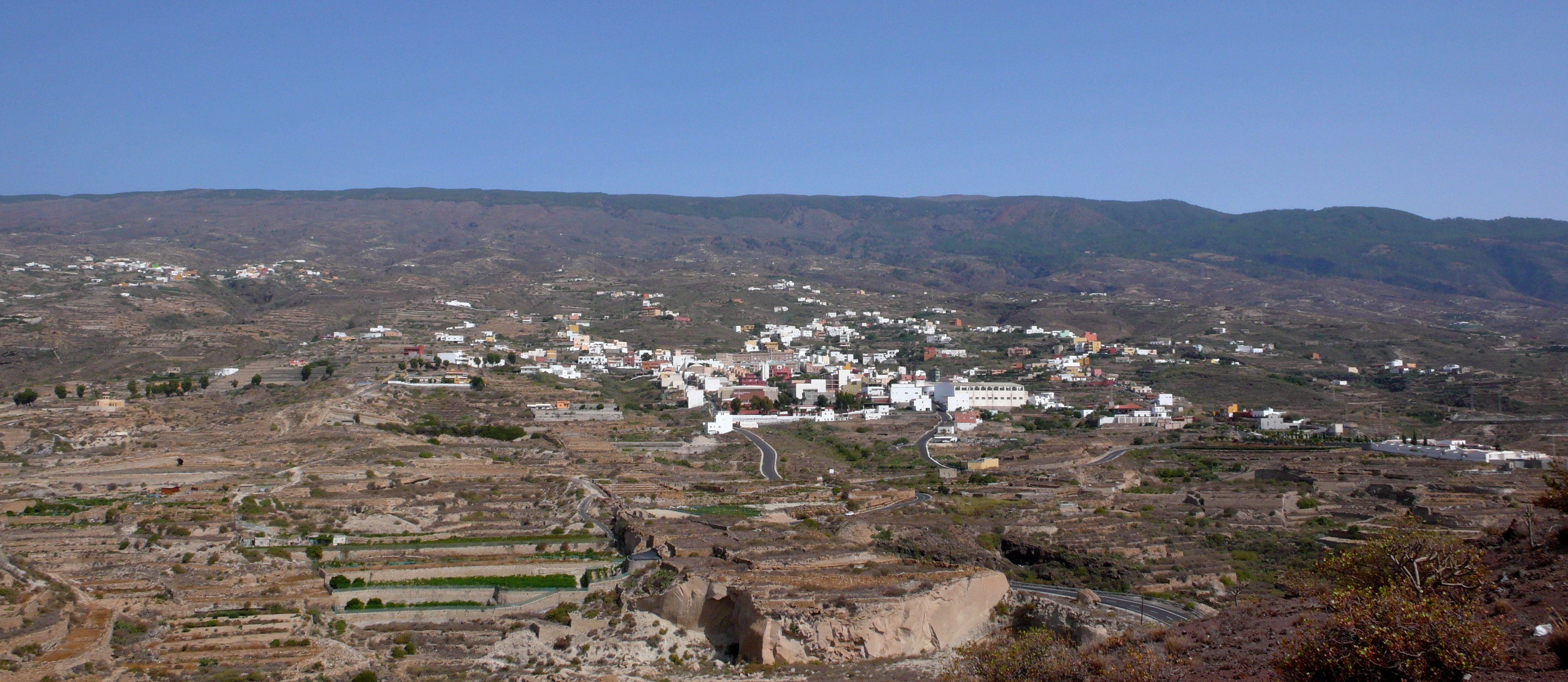
Панорама Фаснії з однойменної гори